# Zapada katahdin
Zapada katahdin är en bäcksländeart som beskrevs av Baumann och Mingo 1987. Zapada katahdin ingår i släktet Zapada och familjen kryssbäcksländor. Inga underarter finns listade i Catalogue of Life.